# تامالا جونس
تامالا جونس (بالإنجليزية: Tamala Jones)‏ هي مغنية وممثلة أمريكية، ولدت في 12 نوفمبر 1974 في الولايات المتحدة.

## أعمال

### أفلام
- (1999) بلو ستريك[4]
- (2005)  ماري الدموية

### مسلسلات
- اسمي إيرل
- جاغ
- ميامي
- كاسل

## وصلات خارجية
- تامالا جونس على موقع IMDb (الإنجليزية)
- تامالا جونس على موقع ألو سيني (الفرنسية)
- تامالا جونس على موقع ميوزك برينز (الإنجليزية)
- تامالا جونس على موقع أول موفي (الإنجليزية)
- تامالا جونس على موقع قاعدة بيانات الأفلام السويدية (السويدية)
- تامالا جونس على موقع إن إن دي بي (الإنجليزية)
- تامالا جونس على موقع أول ميوزيك (الإنجليزية)
- تامالا جونس على موقع قاعدة بيانات الفيلم (الإنجليزية)
- تامالا جونس على موقع كينوبويسك (الروسية)